# La Liga de 1951–52
A La Liga de 1951–52 foi a 21º edição da Primeira Divisão da Espanha de futebol. Com 16 participantes, o campeão foi o FC Barcelona, o quinto título de sua história.

## Classificação final
| Pos | Equipe                 | J  | V  | E  | D  | GM | GS | SG  | Pts |
| --- | ---------------------- | -- | -- | -- | -- | -- | -- | --- | --- |
| 1   | FC Barcelona           | 30 | 19 | 5  | 6  | 92 | 43 | 49  | 43  |
| 2   | Athletic Club          | 30 | 17 | 6  | 7  | 78 | 46 | 32  | 40  |
| 3   | Real Madrid            | 30 | 16 | 6  | 8  | 79 | 50 | 29  | 38  |
| 4   | Atlético Madrid        | 30 | 16 | 5  | 9  | 80 | 57 | 23  | 37  |
| 5   | Valencia CF            | 30 | 15 | 5  | 10 | 68 | 51 | 17  | 35  |
| 6   | Sevilla FC             | 30 | 14 | 4  | 12 | 69 | 57 | 12  | 32  |
| 7   | RCD Español            | 30 | 14 | 4  | 12 | 69 | 62 | 7   | 32  |
| 8   | Real Valladolid        | 30 | 9  | 11 | 10 | 47 | 43 | 4   | 29  |
| 9   | Celta de Vigo          | 30 | 12 | 3  | 15 | 64 | 66 | -2  | 27  |
| 10  | Real Sociedad          | 30 | 11 | 4  | 15 | 60 | 59 | 1   | 26  |
| 11  | Deportivo de La Coruña | 30 | 10 | 5  | 15 | 46 | 70 | -24 | 25  |
| 12  | Real Zaragoza          | 30 | 10 | 5  | 15 | 54 | 73 | -19 | 25  |
| 13  | Sporting de Gijón      | 30 | 10 | 5  | 15 | 49 | 75 | -26 | 25  |
| 14  | Racing de Santander    | 30 | 9  | 7  | 14 | 45 | 65 | -20 | 25  |
| 15  | UD Las Palmas          | 30 | 9  | 4  | 17 | 36 | 85 | -49 | 22  |
| 16  | Atlético Tetuán        | 30 | 7  | 5  | 18 | 51 | 85 | -34 | 19  |

|  | Classificado para a promoción de permanencia na Primera División |
|  | Descenso a Segunda División                                      |